# جيمي واتسون (لاعب كرة قدم)
جيمي واتسون (بالإنجليزية: Jimmy Watson)‏ (16 يناير 1924 في المملكة المتحدة - 11 أبريل 1996 بدنفيرملين في المملكة المتحدة) هو لاعب كرة قدم بريطاني (وحمل سابقاً جنسية المملكة المتحدة لبريطانيا العظمى وأيرلندا) في مركز مهاجم داخلي. شارك مع منتخب اسكتلندا لكرة القدم. أما مع النوادي، فقد لعب مع دونفرملين أثلتيك ونادي ماذرويل وهدرسفيلد تاون ورابطة كرة القدم الاسكتلندية الحادية عشر ‏.